# Société linnéenne de Paris
Le nom de Société linnéenne de Paris a été porté entre 1787 et 1922 par au moins trois sociétés savantes, établies à Paris et placées sous le patronage du naturaliste suédois Carl von Linné.

## Historique

### 1787–1798
La Société linnéenne de Paris est initialement fondée le 28 décembre 1787, à l'initiative des botanistes et naturalistes André Thouin, Louis-Augustin Bosc d’Antic, Pierre Marie Auguste Broussonet, Aubin-Louis Millin de Grandmaison et Pierre Willemet. Elle entre rapidement en conflit avec l'Académie des Sciences, partisane de la théorie buffonienne, qui lui reproche de se consacrer à la défense d'une seule théorie et d'un seul auteur, Linné. Il devient vite évident que l'appartenance à la Société linnéenne de Paris est devenue un handicap pour entrer à l'Académie des Sciences. La Société linnéenne de Paris entre donc en sommeil dès 1789. En 1790, elle renaît de ses cendres sous le nom de Société d'Histoire Naturelle de Paris. Elle se donne pour ligne de conduite de « cultiver l'histoire naturelle dans toutes ses branches, en étendre les progrès, et l'appliquer le plus efficacement possible à tout ce qui tend à l'utilité générale ». Elle prend de l'importance à la suite du décret du 8 août 1793 supprimant les Académies. Le 25 octobre 1795, une nouvelle organisation se met en place autour de l'Institut national des sciences et des arts qui reprend l'héritage des anciennes académies et sociétés savantes. La Société d'histoire naturelle de Paris continuera à se réunir jusqu'en 1798.

### 1821–1835
La Société linnéenne de Paris revoit le jour le 28 décembre 1821, notamment à l'initiative du botaniste André Thouin (l'un des fondateurs de 1787) et des zoologistes Bernard Germain de Lacépède et Frédéric Cuvier. Sous l'impulsion de son secréaire perpétuel, Arsenne Thiébaut de Berneaud, la Société est alors l'une des premières à accueillir des femmes en son sein, en accordant le statut d'associées-libres à une vingtaine d'entre elles, parmi lesquelles la cryptogamiste belge Marie-Anne Libert, les deux filles du peintre Pierre-Joseph Redouté, les trois filles de Linné, les femmes de lettres Amable Tastu, Élise Voïart et Antoinette Legroing de La Maisonneuve, Clémence Lortet, Ernestine Panckoucke. Elle disparaît à nouveau vers 1835.

### 1866–1922
La Société linnéenne de Paris apparaît de nouveau le 31 août 1866. Elle voit s'interrompre ses activités vers 1900 et disparaît officiellement en 1922. Elle a perdu progressivement son importance au profit du Muséum national d'histoire naturelle, les membres de la Société linnéenne devenant de simples collectionneurs pour le musée .

## Publications
- Mémoires de la Société Linnéenne de Paris (1822)
- Bulletin Mensuel de la Société Linnéenne de Paris (1874-)